# Мост Вахушти Багратиони
Мост Вахушти Багратиони (груз. ვახუშტი ბაგრატიონის ხიდი) — автомобильный мост через реку Куру в Тбилиси, Грузия. Соединяет районы Сабуртало и Дидубе (район Дидубе-Чугурети). 

## Расположение
Мост расположен в створе улиц Кутаисской и Вахушти Багратиони, соединяя их со спуском Георгия Саакадзе.
Выше по течению находится мост Шота Шаликашвили, ниже — Мост царицы Тамар.

## Название
Мост назван в честь грузинского царевича, историка и географа Вахушти Багратиони.

## История
Мост был построен в 1974—1976 гг. Проект разработан инженерами института «Кавгипротранс» Г. Брегвадзе, И. Кошкадзе и архитектором Н. Ломидзе. Строительство выполнял Мостоотряд №39 Главмосстроя. Сборка пролётного строения велась методом навесного монтажа с использованием козловых кранов.
В 2016 г. установлена художественная подсветка моста.

## Конструкция

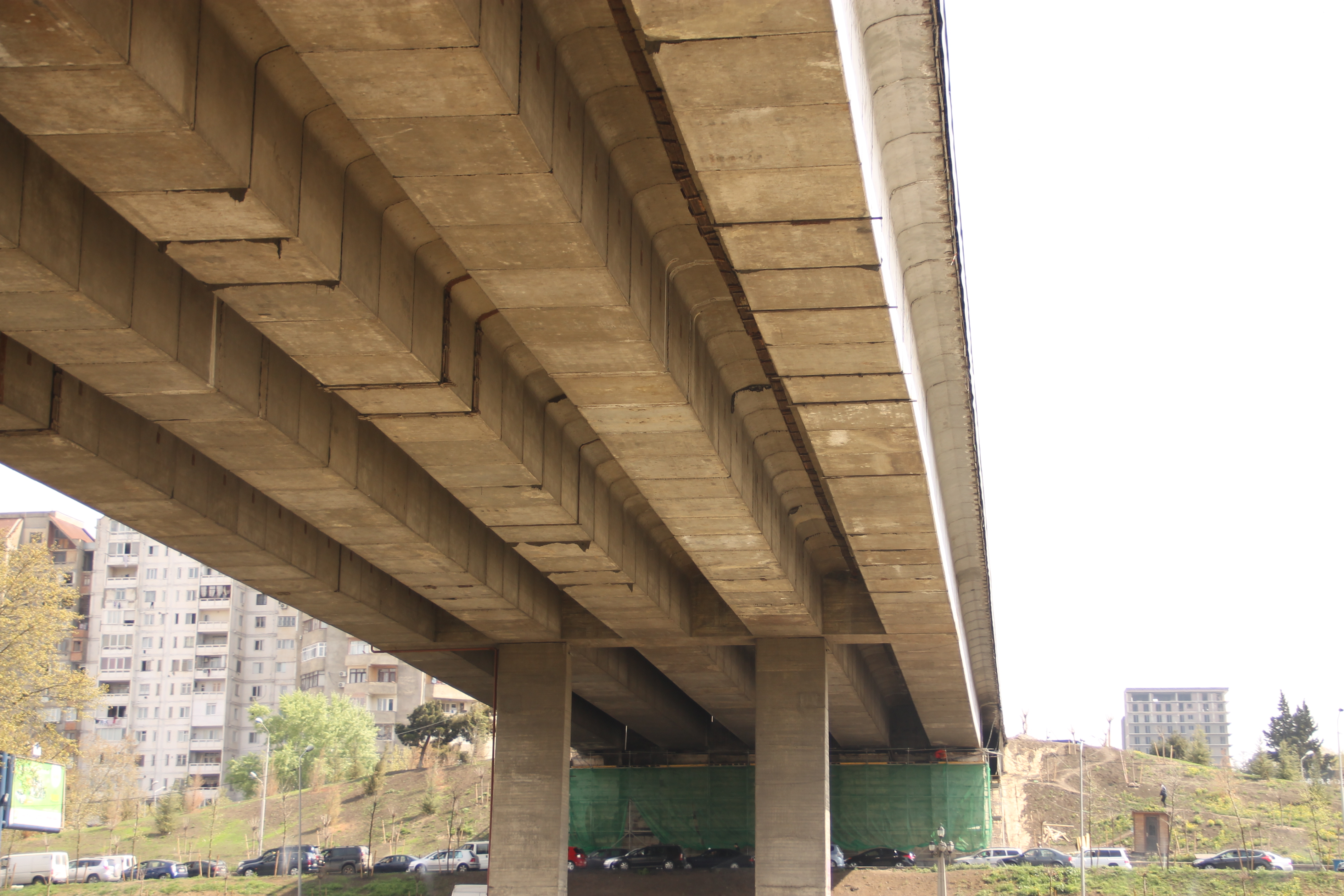
Пролётное строение моста

Мост трёхпролётный железобетонный балочный неразрезной. Схема моста: 44,15 + 81,6 + 44,15 м. В поперечном направлении пролетное строение состоит из пяти балок коробчатого сечения, объединенных монолитной плитой проезжей части. Каждая балка состоит из 61 блока заводского изготовления. Балки заармированы высокопрочными арматурными пучками с предварительным натяжением. Впервые в Тбилиси применена безбетонная стыковка блоков с использованием эпоксидного клея. Промежуточное опоры двухстоечные из монолитного железобетона.
Общая длина моста составляет 220 м, ширина моста между перилами — 28,4 (в том числе ширина проезжей части 20,8 м и два тротуара по 3,45 м).  
Мост предназначен для движения автотранспорта и пешеходов. Проезжая часть включает в себя 4 полосы для движения автотранспорта. Покрытие проезжей части и тротуаров — асфальтобетон. Перильное ограждение металлическое простого рисунка.